# Маунт-Вернон (Іллінойс)
Маунт-Вернон (англ. Mount Vernon) — місто (англ. city) в США, в окрузі Джефферсон штату Іллінойс. Населення — 14 600 осіб (2020).

## Географія
Маунт-Вернон розташований за координатами 38°18′56″ пн. ш. 88°54′45″ зх. д. / 38.31556° пн. ш. 88.91250° зх. д. (38.315481, -88.912622).  За даними Бюро перепису населення США в 2010 році місто мало площу 34,07 км², з яких 33,86 км² — суходіл та 0,21 км² — водойми. В 2017 році площа становила 38,13 км², з яких 37,89 км² — суходіл та 0,23 км² — водойми.

## Демографія
Згідно з переписом 2010 року, у місті мешкало 15 277 осіб у 6702 домогосподарствах у складі 3781 родини. Густота населення становила 448 осіб/км².  Було 7534 помешкання (221/км²).
Расовий склад населення:
| - 80,6 % — білих - 14,7 % — чорних або афроамериканців - 1,0 % — азіатів - 0,3 % — корінних американців |

До двох чи більше рас належало 2,6 %. Частка іспаномовних становила 2,4 % від усіх жителів.
За віковим діапазоном населення розподілялося таким чином: 24,3 % — особи молодші 18 років, 57,7 % — особи у віці 18—64 років, 18,0 % — особи у віці 65 років та старші. Медіана віку мешканця становила 38,3 року. На 100 осіб жіночої статі у місті припадало 87,1 чоловіків;  на 100 жінок у віці від 18 років та старших — 81,8 чоловіків також старших 18 років.
Середній дохід на одне домашнє господарство  становив 49 350 доларів США (медіана — 36 218), а середній дохід на одну сім'ю — 61 358 доларів (медіана — 48 780). Медіана доходів становила 41 016 доларів для чоловіків та 30 739 доларів для жінок. За межею бідності перебувало 20,9 % осіб, у тому числі 33,3 % дітей у віці до 18 років та 15,4 % осіб у віці 65 років та старших.
Цивільне працевлаштоване населення становило 6425 осіб. Основні галузі зайнятості: освіта, охорона здоров'я та соціальна допомога — 26,5 %, роздрібна торгівля — 15,1 %, виробництво — 13,6 %, мистецтво, розваги та відпочинок — 13,0 %.